# Rütgers Chemicals

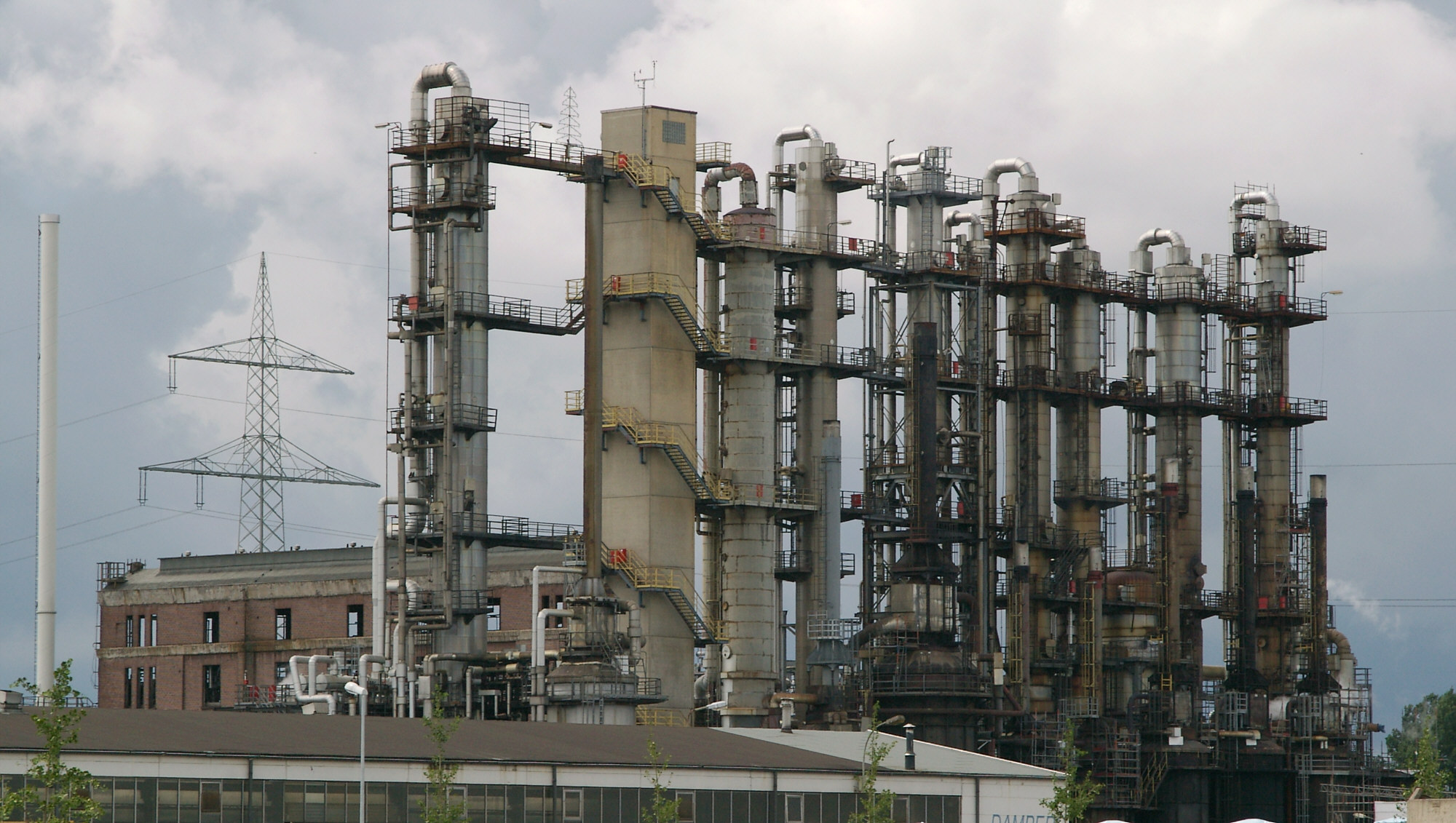
Raffinerie für Steinkohlenteer

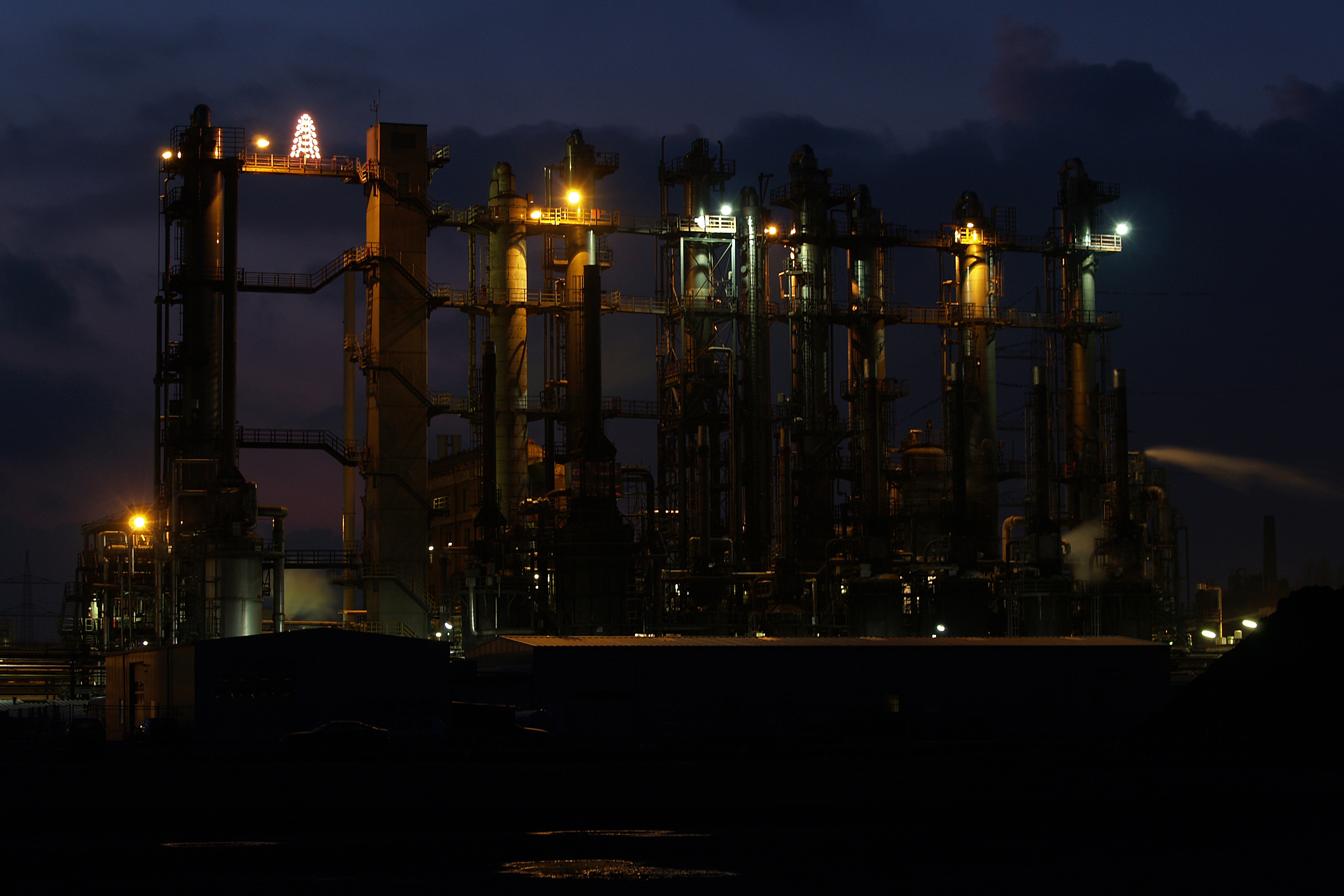
Die Rütgers Chemicals bei Nacht

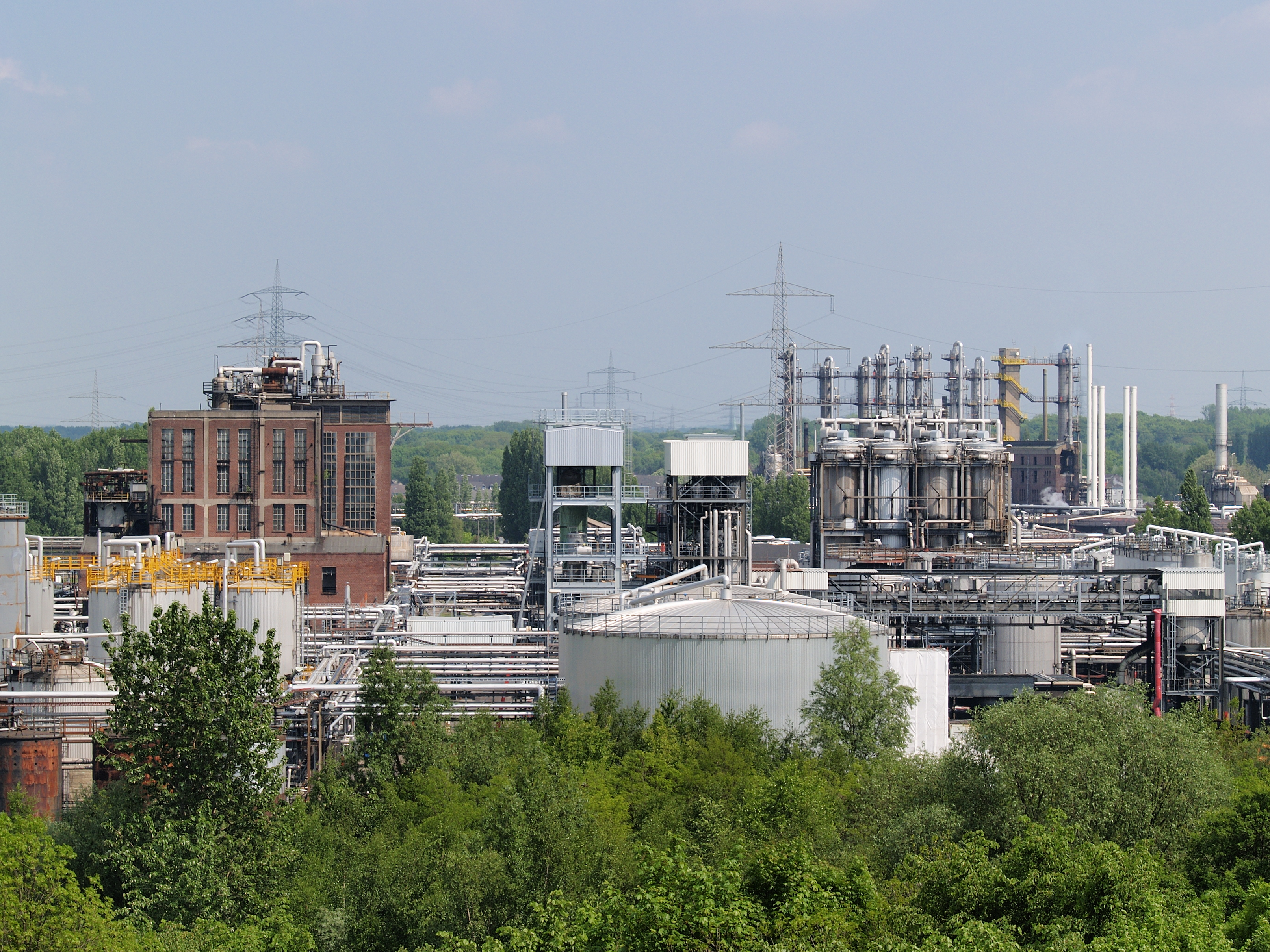
Ansicht von Westen

Die Rütgers Chemicals (bis 2002 Rütgerswerke AG, seit 2009: Rütgers Germany GmbH) ist ein deutsches Chemieunternehmen mit Sitz in Castrop-Rauxel, das schwerpunktmäßig Teererzeugnisse produziert.

## Geschichte
Das Unternehmen wurde 1849 von Julius Rütgers gegründet. Zu den ersten Produkten des Unternehmens gehörten mit Teeröl imprägnierte Bahnschwellen für die prosperierende Eisenbahnindustrie. Im Jahr 1897 wurde im damaligen Rauxel die Teerproduktenfabrik Rauxel-Westfalen gegründet. Die Fabrik profitierte von der geografischen Nähe zu den Steinkohlezechen Victor und Ickern.
1898 entstand die Rütgerswerke AG, in der verschiedene Beteiligungen zusammengefasst wurden. Das Unternehmen mit einem Stammkapital von 5 Millionen Goldmark hatte seinen Sitz in Berlin. 1910 kooperierte die von Leo Baekeland gegründete Bakelite GmbH mit der Rütgerswerke AG. Im Zweiten Weltkrieg ging ein großer Teil der Produktionsanlagen verloren, insbesondere die Werke in Schlesien. 1947 verlegten die Rütgerswerke ihren Sitz nach Frankfurt am Main. In der Folgezeit erwarb die Gesellschaft eine Reihe von Beteiligungen, so 1955 die Isola-Gruppe in Düren, 1956 die Chemische Fabrik v. Heyden in München und 1959 die Ruberoidwerke in Hamburg.
Im Jahr 1964 schloss sich das Unternehmen mit der Gesellschaft für Teerverwertung mbh zum größten Steinkohlenteerverarbeiter der Welt zusammen und firmierte bis 1968 als Rütgerswerke und Teerverwertung AG. Anschließend erfolgte eine Umfirmierung zurück in Rütgerswerke AG. Daneben war das Unternehmen bis 1977 Großaktionär an der Beton- und Monierbau mit Sitz in Düsseldorf. 1975 übernahm die Ruhrkohle AG rund ein Drittel der Aktien der Rütgerswerke AG und stockte den Besitz in den folgenden Jahren auf 90 % auf. 1996 verlegte die Gesellschaft ihren Sitz nach Essen.
Zum 1. Januar 2008 wurde das Unternehmen vom Evonik-Konzern an den Finanzinvestor Triton Partners verkauft. Im Oktober 2012 gab Triton den Verkauf an die Rain CII Carbon LLC, eine Tochtergesellschaft der indischen Industriegruppe Rain Industries Limited, bekannt. Rain Industries produziert kalzinierten Petrolkoks und beliefert damit global die Aluminiumindustrie. Die Firma verfügt über Kalzinierungsanlagen in den USA, Indien und China sowie über drei Tiefseehäfen. Der Wert des Unternehmens lag bei rund 702 Millionen Euro. Insgesamt beschäftigte Rütgers 2012 weltweit rund 1.000 Mitarbeiter an acht Standorten.

## Standorte
Das Unternehmen betreibt in Castrop-Rauxel die weltgrößte Raffinerie für Steinkohlenteer. Das Ausgangsprodukt wird zu Pechen für die Aluminiumgewinnung (Elektroden) und das Aufkohlen von Stahl weiterverarbeitet. Außerdem werden technische Öle, BTX-Aromaten, Kreosote, Industrieruß (engl. Carbon Black) u. a. für die Autoreifenherstellung, sowie Naphthalin gewonnen.
Das Unternehmen betreibt zwei eigene Häfen am Rhein-Herne-Kanal.

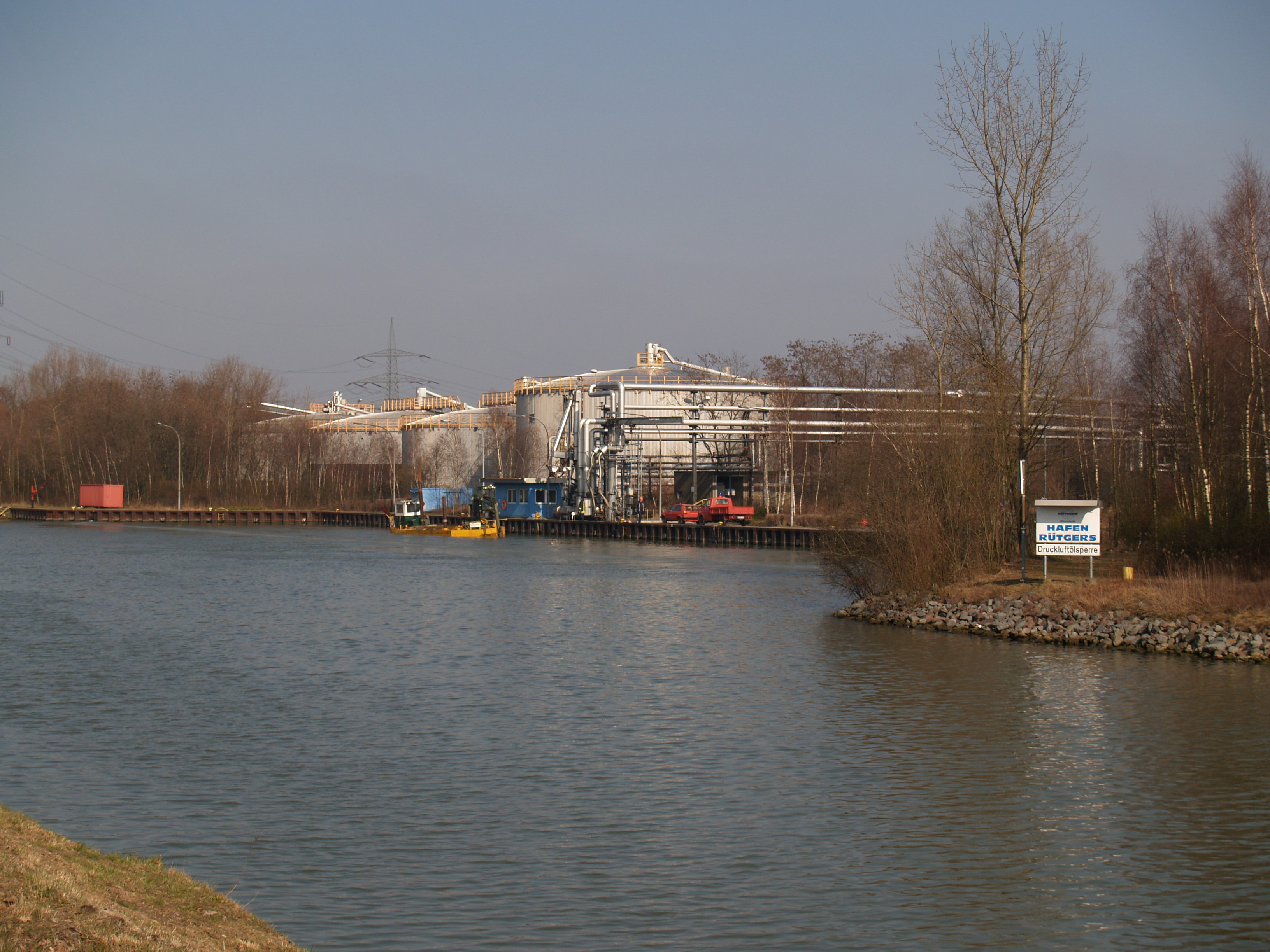
Hafen Rütgers in Castrop-Rauxel...
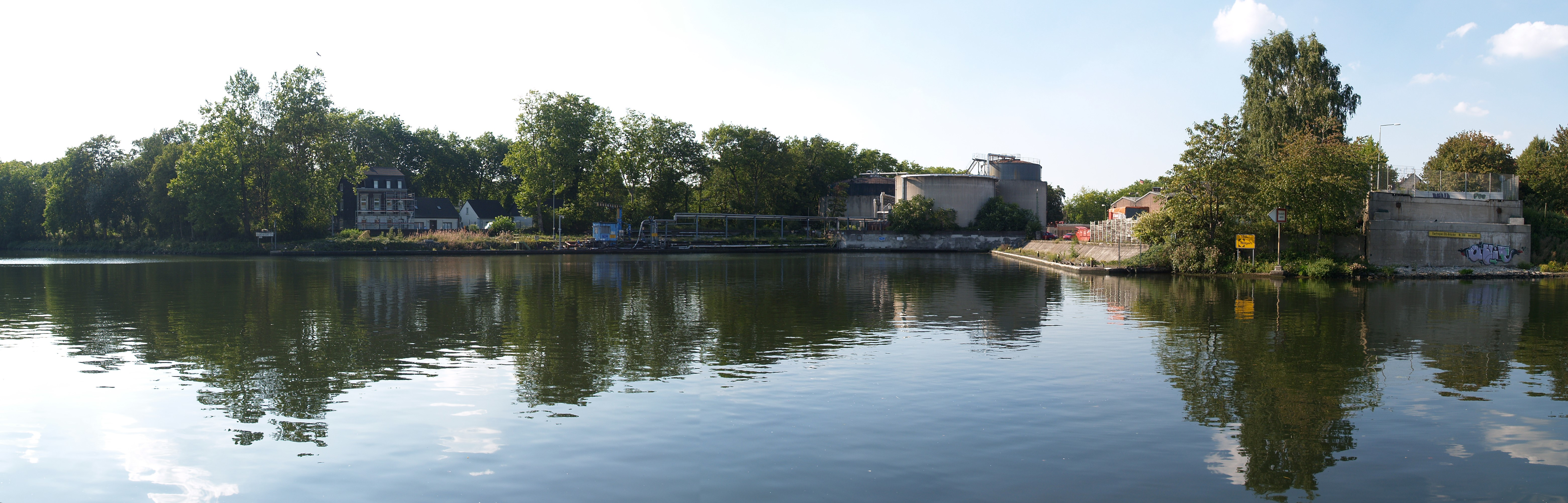
... und am RHK in Duisburg

Weitere Standorte der Muttergesellschaft Rütgers Gruppe befinden sich in Duisburg, Hanau, Zelzate (Belgien), Hamilton (Kanada), Candiac (Kanada), Kędzierzyn-Koźle (Polen) und Shanghai.

## Vermeidung der EEG-Umlage
Rütgers führte über Jahre Umlagen nach dem Erneuerbare-Energien-Gesetz (EEG) nicht ab. Rütgers griff dabei auf ein sogenanntes Scheibenpachtmodell zurück, das eine Gesetzeslücke ausnutzt, um die EEG-Umlage zu umgehen.